# Othis
Othis är en kommun i departementet Seine-et-Marne i regionen Île-de-France i norra Frankrike. Kommunen ligger i kantonen Dammartin-en-Goële som tillhör arrondissementet Meaux. År 2022 hade Othis 6 741 invånare.

## Befolkningsutveckling
Antalet invånare i kommunen Othis
| Referens: INSEE |